# 伊萬基夫 (切爾尼亞希夫區)
50°23′46″N 28°34′8″E / 50.39611°N 28.56889°E
伊萬基夫（烏克蘭語：Іванків）是烏克蘭北部的村莊，隸屬日托米爾州的日托米爾區。該村始建於1633年，面積1.17平方公里，海拔高度217米，2001年人口302，人口密度每平方公里258.12人。